# Uchan
Uchan（うーちゃん、1991年10月9日- ）は、日本のタレント、歌手、ダンサー、振付師、YouTuber、元アイドル、実業家（株式会社Uland代表取締役）である。愛称は、うーちゃん先生。自称「世界一褒め上手なダンサー」。Uland所属。
神奈川県横浜市出身。血液型B型。身長158cm。
神奈川県ローカルアイドル「ナチュラルポイント」の元オリジナルメンバーで、リーダーを務めた。イメージカラーはオレンジ色。

## 略歴
- 2003年、ダンサー向けファッションブランド「Liquid Girl」関東代表キッズモデルダンサーとしてステージデビュー。
- 2005年、f.s.p dance studio（現：トムボウイ・ダンスインスティテュート新横浜スタジオ）「アイドルアカデミー」選抜生徒にて結成された「ナチュラルポイント」オリジナルメンバーとなり、CDデビュー。
- 2007年、女優の岡本華奈と共にエレクトロガールズダンスチーム「f@iry t@le››」を結成。数々のコンテストにて入賞を収める。
- 同年、ダンスイベント「PartyLive」オーガナイズを始める。
- 2009年、U-kiワークショップ開催。
- 同年、高校生限定ダンスイベント「High! School! Jump!」オーガナイズを始める。
- 2017年1月27日、Instagramを開始。[2]
- 同年10月5日、日産スタジアムにて行われる新横浜パフォーマンス内にてナチュラルポイントのメンバーとしてのラストライブが行われることが発表される。[3]
- 同年10月31日、ナチュラルポイント卒業。
- 2018年～2020年、YOUテレビ「ハマッて！鶴見」レポーターを務める。
- 2020年1月1日、結婚を発表。[4]
- 同年10月9日、株式会社Uland を設立。[5]
- 2021年5月24日、YouTubeチャンネルを開設。[6]元モーニング娘。小川麻琴をはじめ様々な著名人をゲストに迎えている。[7]
- 2021年8月27日、TikTokを開始。[8]

## 人物・エピソード
- 好きな食べ物は寿司[9]、好きな飲み物は日本酒。
- アイドルになったきっかけは、小学生の頃にYouTubeで見たアイドルのコンサート映像。[10]
- 自身のレッスンに通う生徒たちの悩み相談がきっかけになり、メンタル心理カウンセラーの資格を取得。[11]
- 2歳からピアノを習っていたため絶対音感がある。[12]
- 小学3年生（10歳）からダンススクールに通っている。[12]
- 小学校でマーチングバンド、中学校で吹奏楽部に所属。全日本吹奏楽コンクール県大会で金賞を受賞した経験がある。[12]
- ハロー!プロジェクトの大ファンであり、"振付師として目指す場所"と目標を掲げている。[13]
- TOKYO IDOL FESTIVALに出演した際、アイドルの握手会に並び「自分も出演者だから」とマネージャーに注意される。[14]
- TOKYO IDOL FESTIVAL 2011 で真野恵里菜と共演した後、CDを10枚購入して握手会へ行った。[14][15]
- ハムスター愛好家として広く知られ、Instagramに専用アカウントを持つ。[16]投稿されているペットのハムスターを溺愛する姿が話題となっている。

## 出演・作品
ナチュラルポイントとしての活動はナチュラルポイント#作品を参照。

### メディア
- Uchanの#UkiUkiland「2021年はどんな年になる年？」（2021年1月3日、SHOWROOM）
- うーちゃん先生「三十路だってよ！祭だワッショイ！」（2021年10月12日、SHOWROOM）
- まちだガールズ・クワイアのMGC（まじか）るたいむず（2022年4月5日、FM小田原）
- 今日もKus Kus次第！（2022年6月22日、SHOWROOM）
- うーちゃん先生バースデー生配信「＼31歳だョ！／全員集合」（2022年10月9日、SHOWROOM）
- 鷲崎健のヒマからぼたもち（2023年8月6日、文化放送）
- 今日もKus Kus次第！（2023年10月4日、SHOWROOM）
- 志の輔ラジオ 落語DEデート（2023年10月8日、文化放送）
- Uchanの#UkiUkiland「UCHAN BIRTHDAY PARTY」（2023年10月10日、SHOWROOM）

### イベント
- Uland inc.プレゼンツ「Uchanワークショップ」（2021年3月14日）
- まちだガールズ・クワイアのMGC（まじか）るたいむず 公開収録（2022年4月1日）
- Beet Happening！坂道コロコロ日曜日！（2022年5月15日、デッカチャンとトークショー）
- Kus Kus 9th Anniversary Oneman Party（2022年11月5日）
- 第24回　仲町台の夏まつりwith商店街プロレス（2023年7月29日）
- トークも舞ちゃん次第！（2025年1月24日）

### ダンス監修指導
- フィットネスアプリ「BAKOON!」（SBイノベンチャー）

### ダンス振付・演出
- TBS『キズナ食堂』コーナー「一発屋 〜海の家〜」江ノ島イベント（鼠先輩・ムーディ勝山・鉄拳・コウメ太夫）
- スーパー銭湯お風呂の国「熱波音頭」
- ジェームス小野田（米米クラブ）「physical beat」
- まちだガールズ・クワイア「Satellite watch ～衛星軌道の財宝探査～」
- アイラミツキ(Aira Mitsuki)「Chewing on Love」
- Kus Kus「KARAKURIピーポー」
- Kus Kus「嘘だけヒトリジメ」
- Kus Kus「No Spice」
- まちだガールズ・クワイア「オリオンのベルト」
- 都筑区商店街連合会（神奈川県横浜市）「つづきたいちゃん音頭」
- さおり凛ね（Saori@destiny）「輪廻」
- さおり凛ね（Saori@destiny）「What the hell?!」
- 神奈川特命子ども地域アクター テーマソング
- まっちゃんと仲間たち（馬渡松子）「First Communication」
- PROJECT IWI「IWI」